# جونيور سميث
جونيور سميث (بالإنجليزية: Junior Smith)‏ هو لاعب كرة قدم كندية أمريكي، ولد في 18 أبريل 1973.

## وصلات خارجية
- جونيور سميث على موقع JustSportsStats.com (الإنجليزية)
- جونيور سميث على موقع كلية كرة القدم في سبورتس رفرنس.كوم (الإنجليزية)